# Лавьёвиль, Шарль I де
Герцог Шарль I де Лавьёвиль (фр. Charles I de La Vieuville; ок. 1582, Париж — 2 января 1653, там же), пэр Франции — французский придворный, генерал и дипломат, сюринтендант финансов.

## Биография
Сын маркиза Робера де Лавьёвиля и Катрин д'О.
Маркиз, затем герцог де Лавьёвиль, барон де Рюгль и д'Арзийер, виконт де Фарбю в Артуа, сеньор де Шальне, де Руайокур и де Вильмонтри.
«Воспитанный при дворе, где распущенность нравов пряталась под маской лицемерия, он, тем не менее, сумел предохраниться от общей заразы. Если верить автору памфлета, озаглавленного Mot à l'oreille, он был столь благочестив в юности, что вынашивал идею отказаться от мира и затвориться в обители».
Начал службу в качестве великого сокольничего Франции и генерального наместника Шампанского губернаторства в департаменте Реймса, Рокруа, и прочего, в качестве наследника и после отставки своего отца, распоряжением данным в Париже 18 августа 1610 и зарегистрированным парламентом 21 декабря 1611.
В сентябре 1611 был послан в Ахен, где вместе с сеньорами де Брёем и Отманом содействовал успокоению начавшихся волнений.
В 1615 году служил в армии маршала Буадофена, отобрал у мятежных принцев Нёшатель-сюр-Эн и Мери-сюр-Сен. Сохранил под властью короля Реймс, который намеревались захватить внезапным нападением мятежники и отказался впустить в город войска герцогини Неверской.
30 мая 1616 получил роту королевской гвардии (позднее рота Ноая); в кампании того года служил в Гиеньской армии.
В должности главного сокольничего сопровождал юного короля Людовика XIII на охотах, которыми тот был увлечен, и воспользовался периодической возможностью общения с монархом для того, чтобы завоевать его доверие и приобрести на него влияние. Участие в кампаниях гражданской войны в Шампани и Пуату способствовало его фавору.
31 декабря 1619 был пожалован в рыцари орденов короля. В 1620 году сопровождал Людовика XIII во время штурма укреплений сторонников Марии Медичи в Пон-де-Се.
Кампмаршал (24.07.1622), служил в Шампанской армии герцога Неверского, державшегося в обороне и сохранявшего в провинции мир.
Допущенный в королевские советы, маркиз обнаружил склонность к интригам и стремление господствовать. Получив от сюринтенданта финансов графа де Шомберга государственный пенсион в 2 000 экю в обмен на отказ от губернаторства в Мезьере, маркиз объединился с противниками Шомберга, добился его отставки и 26 мая 1623 сам был назначен сюринтендантом финансов, после чего отказался от гвардейской роты.
Возглавив финансовое ведомство, Лавьёвиль объявил, что через несколько месяцев покинет пост, если не добьется всеобщего удовлетворения. Для приведения финансов в порядок он рассчитывал на опыт и поддержку своего тестя Буйе де Бомарше, сберегательного казначея, сосредоточившего в своих руках значительные суммы. В первые месяцы сюринтендантства все службы были обеспечены, а куртизаны вовремя получали свои пенсионы, но доходы казны были далеко не равны расходам и вскоре пришлось переходить к режиму экономии. Урезание выплат вызвало недовольство придворных, засыпавших маркиза памфлетами, в которых ему советовали для начала сократить собственные расходы.
Стремясь найти поддержку, Лавьёвиль добился возвращения ко двору канцлера Силлери и его сына маркиза де Пюизьё, что лишь осложнило его положение. Использовав все свое влияние, маркиз противодействовал введению герцога Орлеанского в королевский совет и добился приказа об аресте его воспитателя Жана-Батиста д'Орнано. При этом он вписал в королевское lettre de cachet имя Деажана, рассчитывая отправить его в Бастилию вместе с Орнано, но этот план сорвался благодаря друзьям Деажана, сообщившим королю о подлоге, совершенном его министром.
Пытаясь опереться на поддержку королевы-матери, маркиз содействовал включению в состав совета кардинала Ришельё, к которому плохо относился, и Ришельё, не желавший ни с кем делить власть, быстро сумел достичь фавора, оттеснив сюринтенданта на второй план. Герцог Орлеанский не простил маркизу ареста Орнано и приказал служителям дворцовой кухни устроить беспорядки.
12 августа 1624 по требованию короля Лавьёвиль был вынужден подать в отставку. Через несколько дней в Сен-Жермене Людовик обратился к маркизу со словами: «Я не хочу, чтобы вы удалились, не позволив вам со мной попрощаться». Вышедший из помещения совета Лавьёвиль был арестован и отправлен в Амбуазский замок, где не мог добиться ни позволения написать жене, ни получать новости.
В направленном парламенту lettre de cachet маркиз был обвинен в «изменении решений, принятых королем, сговоре с иностранными послами против установленного порядка, в попытках бросить в глазах короля тень на его вернейших служителей». Было проведено расследование деятельности финансистов, для суда над которыми назначили специальных комиссаров. Буйе был обвинен в растрате и хишениях и заочно приговорен к смертной казни (было повешено его изображение).
После тринадцати месяцев заключения маркиз сумел бежать и скрылся за границей. Первым делом он написал королю, прося не вменять ему в вину побег и напоминая о прежней верной службе. В письме канцлеру Этьену д'Алигру он отвечал на все пункты обвинения, оправдывая свои действия. В конце концов короля тронули жалобы бывшего фаворита, 1 июня 1626 он дал частную аудиенцию его жене, на которой согласился на возвращение маркиза во Францию.

Жиль Герен. Шарль I де Лавьёвиль

Ненависть Лавьёвиля к Ришельё за время изгнания только усилилась и, вернувшись на родину, он незамедлительно впутался в интриги против первого министра. После бегства королевы-матери и Гастона Орлеанского в Испанские Нидерланды в 1631 году маркиз счел, что оставаться во Франции небезопасно и присоединился к Гастону в Брюсселе. Королевская юстиция немедленно предъявила ему обвинения и судебная палата, собранная в Арсенале, 6 января 1632 приговорила Лавьёвиля к отсечению головы (казнь произвели над его изображением) и конфискации имущества. Через два года ассамблея рыцарей ордена Святого Духа в Фонтенбло лишила его этой награды как мятежника и осужденного за измену.
После смерти Людовика XIII маркиз добился от имени нового короля жалованной грамоты, данной 11 июля 1643 и зарегистрированной парламентом 24-го, возвращавшей ему все владения, права, почести, должности и достоинства. Был вновь призван кардиналом Мазарини ко двору, в 1650 году возведен в ранг герцога и пэра (пожалование не было зарегистрировано) и в 1651-м снова назначен сюринтендантом финансов. Он обязался восстановить государственный кредит, избегая повышения налогов, но преклонный возраст снизил его активность. Герцог де Лавьёвиль хвалился, что его план действий, основанный на идеях его предшественника, даст чудесные результаты, но умер, не успев его осуществить. Был погребен в своей часовне в церкви миноритов на Королевской площади.

## Семья
Жена (7.02.1611): Мари Буйе (7.06.1663), дочь Венсана Буйе, сеньора де Бомарше, члена Государственного и Тайного советов, сберегательного казначея, и Мари Орман
Дети:
- Венсан (ум. 12.09.1643), служил в войсках Карла I Английского, был убит в бою при Ньюбери. Останки были доставлены в Париж и 24 ноября погребены в церкви миноритов на Королевской площади
- Герцог Шарль II (ок. 1616—2.02.1689). Жена (1649): Франсуаза-Мари де Вьен (ум. 1669), графиня де Шатовьё, дочь Рене де Вьена, графа де Шатовьё, и Мари де Гёль
- Шарль-Франсуа, ум. через шесть дней после рождения
- Анри (ум. 12.06.1652), мальтийский рыцарь. После отставки старшего брата получил аббатство Савиньи. Приор-коммендатарий светского приорства Гран-Больё-ле-Шартр, полковник пехотного полка, затем кампмаршал, член Тайного и Финансового советов (2.11.1651), умер от ран, полученных при осаде Этампа
- Шарль-Франсуа (ум. 01.1675), приор в Гран-Больё-ле-Шартр, аббат Савиньи, Сен-Марсьяль-де-Лиможа и Сен-Ломе-де-Блуа, епископ Ренна (1660)
- Франсуаза де Поль (ум. 30.10.1635, Ауденарде)
- Луиза, кармелитка, ум. в монастыре на улице Шапон в Париже
- Люкрес-Франсуаза (1629—1678). Муж (29.04.1655): герцог Амбруаз-Франсуа де Бурнонвиль (1620—1693)
- Мари Младшая, сестра-близнец предыдущей, ум. в Брюсселе
- Мари, ум. ребенком
- Дороте, ум. юной
- Мари, аббатиса Нотр-Дам-де-Мо
- Генриетта, монахиня в Ла-Ферте-Милоне